# Estación Abel
Abel era una estación ferroviaria ubicada en el paraje rural del mismo nombre, en el partido de Pehuajó, provincia de Buenos Aires, Argentina. 
En sus instalaciones funciona una escuela rural.

## Historia
Fue inaugurada en 1911 por la Compañía General de Ferrocarriles en la Provincia de Buenos Aires. Sus servicios cesaron en 1961 a causa del Plan Larkin.

## Toponimia
Recibía el nombre de Abel M. Ruiz Cucullu (1888-1928), productor agropecuario.